# Moebjergarctus manganis
Moebjergarctus manganis är en djurart som tillhör fylumet trögkrypare, och som beskrevs av Bussau 1992. Moebjergarctus manganis ingår i släktet Moebjergarctus och familjen Halechiniscidae. Inga underarter finns listade i Catalogue of Life.